# 梁淮
梁淮（1524年—？），字中行，號會川，錦衣衛鎮撫司軍籍，浙江金華府金華縣人，明朝政治人物。

## 生平
嘉靖三十一年（1552年）壬子科順天鄉試第三十名舉人，三十二年（1553年）聯捷癸丑科會試第三百三十名，三甲第三十四名進士。工部觀政，授諸城縣知縣，調洛陽縣知縣，升兵部主事。

## 家族
曾祖梁宗德；祖父梁景輝；父梁宣，母陳氏。嚴侍下。兄梁清，弟梁澄。